# Херрингтон, Джон Беннетт
Джон Бе́ннетт Хе́ррингтон (англ. John Bennett Herrington; род. 14 сентября 1958, Wetumka, Оклахома) — астронавт НАСА. Совершил один космический полёт на шаттле: STS-113 (2002, Индевор), совершил три выхода в открытый космос, капитан 2-го ранга ВМС США. Первый член коренного американского народа (чикасо), побывавший в космосе (Уильям Рид Поуг по происхождению чокто, но официально им не является).

## Личные данные и образование

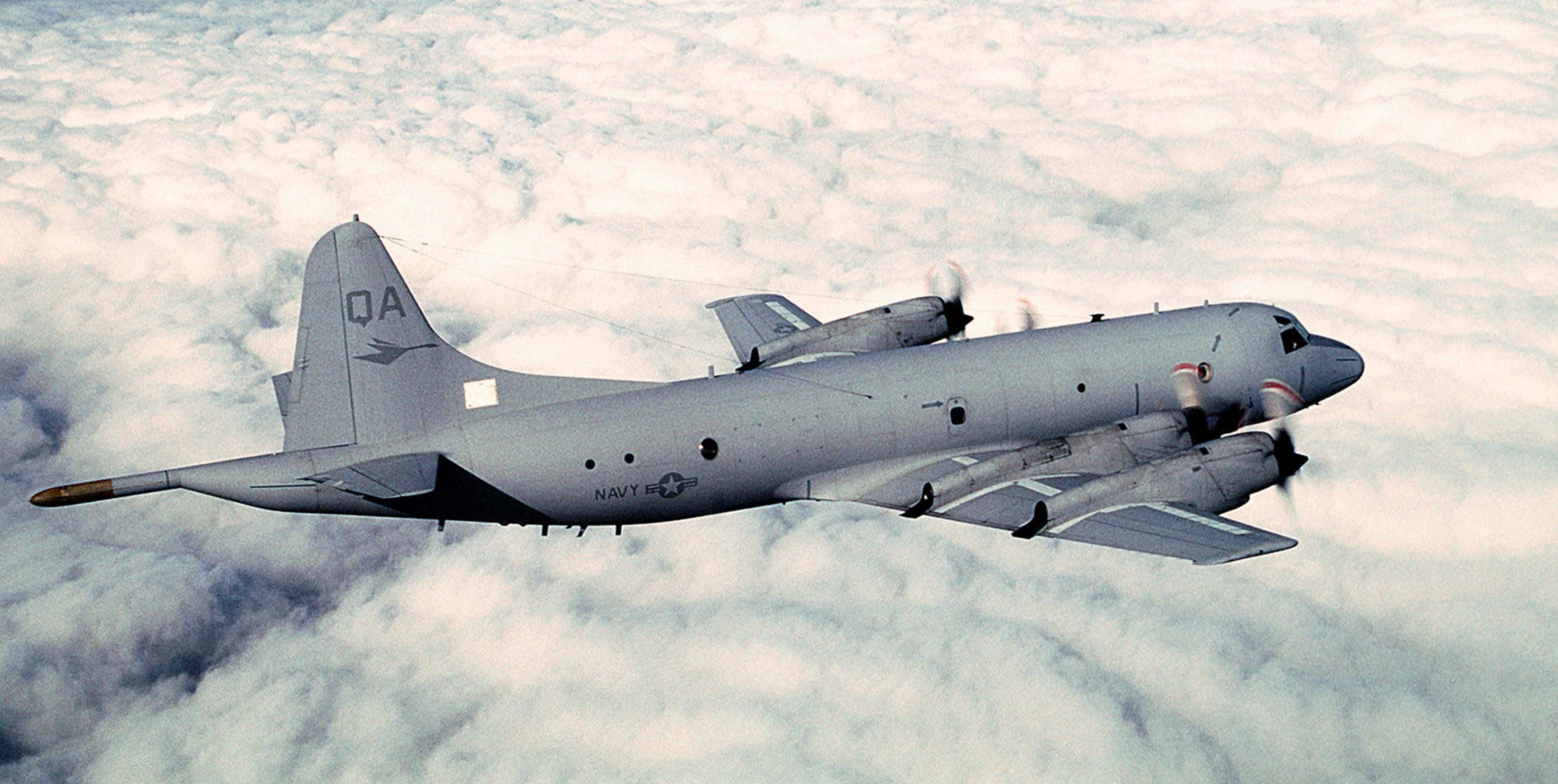
Самолёт P-3C в полёте.

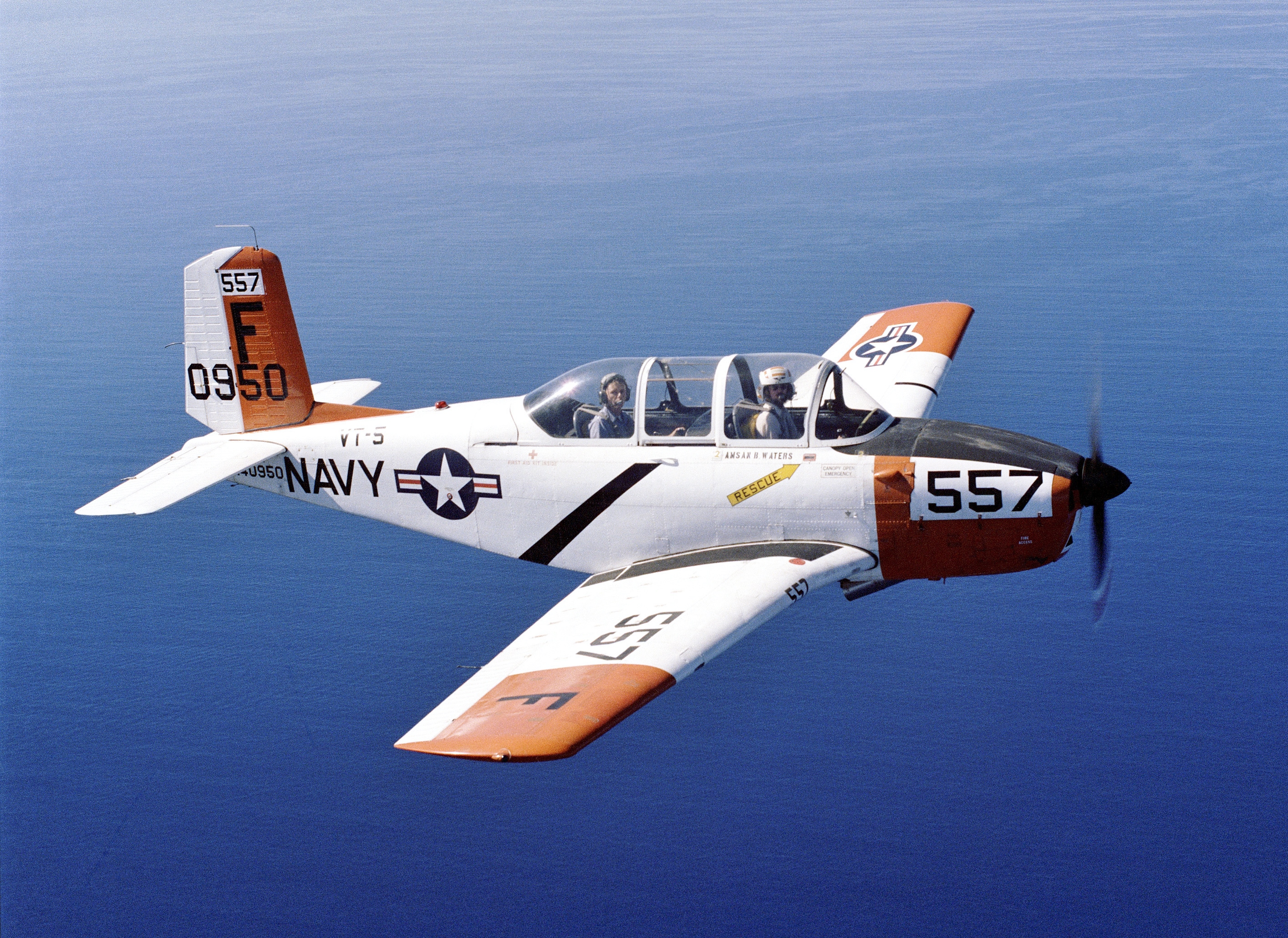
Самолёт Т-34С в полёте.

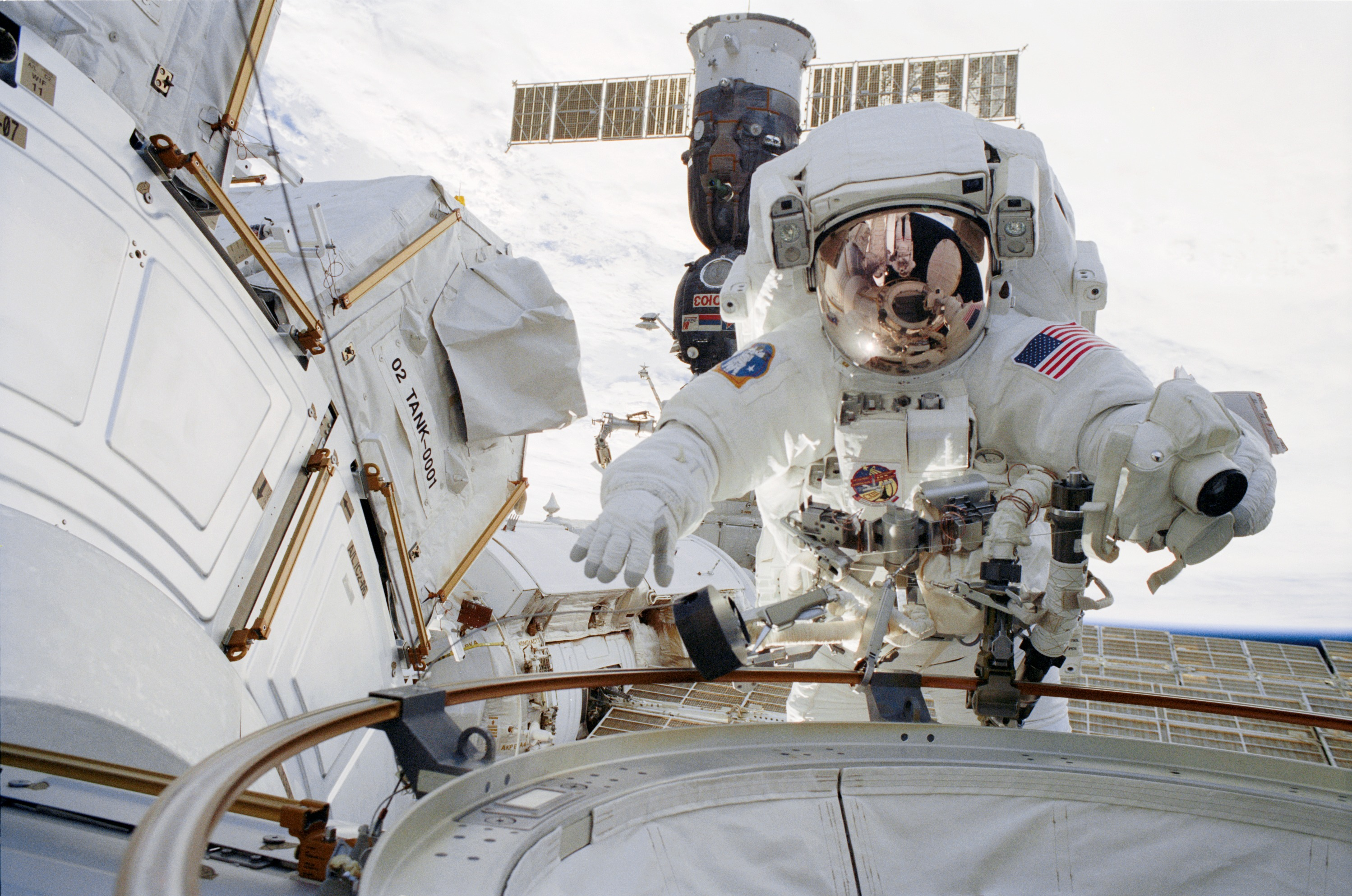
STS-113: Херрингтон в открытом космосе.

Джон Херрингтон родился 14 сентября 1958 года в городе Вэтумка, штат Оклахома. Он вырос в городах: Колорадо-Спрингс штата Колорадо, Ривертон штата Вайоминг, и Плейно, штата Техас, где в 1976 году окончил среднюю школу. В 1983 году получил степень бакалавра наук в области прикладной математики в Университете Колорадо, в Колорадо-Спрингс. В июне 1995 года получил степень магистра наук в области авиационной техники в Аспирантуре ВМС.
Женат на Деборе Энн Фармер, она из Колорадо-Спрингс, у них двое детей. Его увлечения: скалолазание, катание на лыжах, бег, езда на велосипеде. Его родители проживают в городе Спайсвуд, штат Техас. Его брат, Джеймс Э. Херрингтон-младший, живёт в Форт-Коллинз, штат Колорадо. Его сестра, Дженнифер Д. Моншэген, проживает в городе Остин, штат Техас. Её родители проживают в Колорадо-Спрингс, штат Колорадо.

## До НАСА
В марте 1984 года Херрингтон поступил в Авиационное училище и в марте 1985 года стал военно-морским лётчиком. Был распределён на авиабазу «Моффетт Филд», в округе Санта-Клара, штат Калифорния, для первоначального обучения на самолёте P-3C Orion. Его первые назначения предполагали последовательное патрулирование трёх зон оперативной ответственности, две в северной части Тихого океана с авиабазы «Адак», Аляска и одна в западной части Тихого океана с авиабазы «Куби», Республика Филиппины. Херрингтон был командиром патрульного самолёта, командиром корабля и лётчиком-инструктором. В январе 1990 года был направлен в Военно-морскую Школу лётчиков-испытателей, на авиабазе в городе Патаксенте, штат Мэриленд. После её окончания в декабре 1990 года, стал летать на многочисленных вариантах самолёта P-3 Orion, Т-34С и DeHavilland 7. Херрингтон был назначен офицером-руководителем специальных проектов в Бюро морских испытаний, когда узнал о приглашении в НАСА. Имеет налёт более 2 300 часов на более чем 30 различных типах самолётов.

## Подготовка к космическим полётам
1 мая 1996 года был зачислен в отряд НАСА в составе шестнадцатого набора, кандидатом в астронавты. Стал проходить обучение по курсу Общекосмической подготовки (ОКП). По окончании курса, в 1998 году получил квалификацию «специалист полёта» и назначение в Офис астронавтов НАСА. Получил назначение в Отдел систем и эксплуатации шаттлов.

## Полёты в космос
- Первый полёт — STS-113[3], шаттл «Индевор». C 24 ноября по 7 декабря 2002 года в качестве «специалиста полёта». Цель полёта — замена экипажа Международной космической станции, продолжение строительства МКС и доставка материалов и оборудования для продолжения работы долговременного экипажа станции. По программе сборки МКС миссия обозначалась как 11A. STS-113 доставил секцию P1 Truss (Port Side Thermal Radiator Truss). Специалисты полёта выполнили три выхода в открытый космос установили и активировали P1 Truss. На STS-113 возвратилось около 1969 кг грузов со станции. 2 декабря, уже после расстыковки со станцией, с борта шаттла были запущены два пикоспутника MEPSI. Данный полёт стал шестнадцатым Спейс Шаттла к МКС, девятнадцатым Спейс Шаттла Индевор за время его эксплуатации и 112-м полётом Спейс Шаттла космос. Полёт STS-113 был последней успешной миссией перед гибелью «Колумбии». Во время полёта выполнил три выхода в открытый космос: 26 ноября — 6 часов 45 минут, произведено подключение секции P1 Truss к секции S0, демонтаж фиксаторов тележки CETA-B на секции P1. 28 ноября — 6 часов 10 минут, установлен передатчик WETA на секцию P1, переустановка тележки CETA-B с секции P1 на S1. 30 ноября — 7 часов, произведено оснащение вставками SPD гидроразъёмов аммиачных магистралей, подключение гидромагистралей на секции P1. Продолжительность полёта составила 13 суток 18 часов 47 минуты[4].

Общая продолжительность внекорабельной деятельности (ВКД) за 3 выхода — 21 час 55 минут. Общая продолжительность полётов в космос — 13 дней 18 часов 47 минут.

## После полётов
В июле 2004 года принимал участие в шестой миссии НАСА по операциям в экстремальной окружающей среде (NEEMO 6).
В 2004 году назначался в экипаж долговременной экспедиции МКС-15, но в начале 2005 года был заменён астронавтом Джоном Грансфелдом. В июле 2005 года ушёл из отряда астронавтов и из НАСА.
В 2016 году Херрингтон опубликовал детскую книгу «Миссия в космос», в которой делится своей страстью к космическим путешествиям, рассказывает о своей подготовке и миссии на МКС. Книга включает в себя словарь с переводом космических терминов с английского на язык чикасо.

## Награды и премии
Награждён: Медаль «За космический полёт» (2002) и многие другие.

## Личная жизнь
Состоит в браке, двое детей. Увлечения: скалолазание, катание на лыжах, бег, езда на велосипеде.